# Ekin-Su Cülcüloğlu
Ekin-Su Cülcüloğlu (née le 21 août 1994) est une personnalité de la télévision, actrice et mannequin anglo-turque. Elle a notamment joué dans le feuilleton turc Kuzey Yıldızı İlk Aşk (2020) et a participé et remporté la huitième saison de la série télé-réalité ITV2 Love Island (2022). Après sa victoire, elle est apparue dans Dancing on Ice (2023), The Traitors US (2024) et Celebrity Big Brother (2024).

## Vie et carrière
Cülcüloğlu est née le 21 août 1994 de parents turcs à Islington, Londres,. Elle a déménagé à Loughton, Essex à 10 ans,. Cülcüloğlu partage son temps entre l'Essex et Istanbul. En 2011, Cülcüloğlu participe à Miss Asia Pacific World, représentant l'Irlande. Elle participe également à d'autres concours de beauté avant d'étudier les arts du spectacle à l'Université de Central Lancashire et obtient son diplôme en 2015. Au début de sa carrière, Cülcüloğlu s'appelle Susie Hayzel, Su Hayzel et Su Ekin Cülcüloğlu,,.
En 2020, Cülcüloğlu a participe à la série télévisée turque Kuzey Yıldızı İlk Aşk, dans laquelle elle incarne Işıl, photographe londonienne qui sauve la vie du personnage principal Kuzey (Ismail Demirci ),. Elle incarne une tueuse en série dans un feuilleton turc. En juin 2022, Cülcüloğlu est candidate à la huitième saison de l'émission de télé-réalité Love Island sur ITV2,. Elle entre dans la villa comme une « bombe » le troisième jour et remporte la série,. Après sa victoire, elle joue dans une série sur ITV2. En septembre 2022, elle signe des accords avec le détaillant de mode Oh Polly et la marque de maquillage BPerfect Cosmetics pour devenir leur ambassadrice de marque,. Le mois suivant, Cülcüloğlu est annoncée comme participante à Dancing on Ice en 2023, où elle est associée à Brendyn Hatfield. Elle a est éliminée au cours de la semaine 4. Le 7 octobre 2023, Ekin-Su intervient comme une experte en célébrités (Beauté) sur The Wheel. En 2024, elle participe à la deuxième saison de la version américaine de The Traitors sur Peacock et est éliminée dans l'épisode 4,. En mars, elle entre dans la maison Celebrity Big Brother et pour à la vingt-troisième saison.

## Filmographie
| Année | Titre                         | Rôle                  | Remarques                   | Ref.   |
| ----- | ----------------------------- | --------------------- | --------------------------- | ------ |
| 2020  | Kuzey Yıldızı Ilk Aşk         | Isıl                  | Rôle régulier ; 7 épisodes  | [ 25 ] |
| 2022  | Love Island                   | Candidate             | Gagnante ; Saison 8         | [ 26 ] |
| 2022  | Ekin-Su & Davide: Homecomings | Elle-même             | Rôle principal ; 2 épisodes | [ 27 ] |
| 2023  | Dancing on Ice                | Candidate             | Saison 15                   | [ 28 ] |
| 2023  | The Wheel                     | Experte en célébrités | 1 épisode                   | [ 29 ] |
| 2023  | Celebrity Antiques Road Trip  | Invité                | 1 épisode                   | [ 30 ] |
| 2024  | The Traitors US               | Candidate             | 4 épisodes ; Saison 2       | [ 31 ] |
| 2024  | The Weakest Link              | Candidate célèbre     | 1 épisode                   | [ 32 ] |
| 2024  | Celebrity Big Brother         | Colocataire           | Saison 23                   | [ 24 ] |